# Manga!
Manga! va ser un programa del Canal 33 dirigit i presentat per Óscar Valiente que va emetre una cinquantena de sèries i pel·lícules d'anime des de 1996 fins al 1998.

## Història
El programa es va estrenar el 22 de gener de 1996 com a alternativa a l'espai juvenil de TV3, principalment el Club Super3, el qual també emetia sèries d'animació japonesa durant horari infantil. Consegüentment, Manga! va emetre anime dirigit a adults i joves adults que es caracteritzava per estar centrat en el gènere d'acció, i fins i tot per mostrar ocasionalment contingut explícit.
Va constar de tres temporades, les quals es van dividir en una primera temporada (gener-setembre 1996) que s'emetia els dilluns al vespre, una segona temporada (octubre 1996-juny 1997) que s'emetia el dissabte al migdia i la tercera temporada (juliol 1997-setembre 1998), que es va emetre els dimarts i dijous al vespre i que, majoritàriament, es va limitar a emetre contingut antic durant el darrer any del programa i va acabar desapareixent.
Els animes que van aparèixer a Manga! provenien en la seva gran majoria de la distribuidora Manga Films. El 1997, Televisió de Catalunya va ser acusada pel PSC de comprar-ne les llicències per un valor de 4.000 milions de pessetes (37,7 milions d'euros amb la inflació).

## El programa
Encara que el programa emetia directament les pel·lícules en els seus inicis, l'espai va començar a dedicar uns minuts a presentar el contingut que s'emetria a continuació a partir de la seva quarta entrega, ja que la intenció era que l'aficionat entengués el que estava a punt de veure. Óscar Valiente s'encarregava de fer les seves dissertacions en un plató decorat amb revistes, còmics, pòsters i marxandatge d'importació que prestava Norma Còmics. El primer programa va començar amb el llargmetratge Akira i va tenir de mitjana un 3,9% de share.
Manga! va formar part de l'època daurada del manga i l'anime a Catalunya, i va ser el programa de televisió que va obrir el camí a altres espais juvenils que es caracteritzaven per promoure sèries d'animació japonesa, com el programa 3XL.net (2000-2007), 3XL.cat (2007-2010) i el posterior Canal 3XL (2010-2012).

## Anime emès aManga!

### Primera temporada: dilluns a la nit
| Data d'emissió | Títol                                                                                     | Direcció                                          | Any  | Tipus             |
| -------------- | ----------------------------------------------------------------------------------------- | ------------------------------------------------- | ---- | ----------------- |
| 22/01/1996     | Akira                                                                                     | Katsuhiro Otomo                                   | 1988 | Pel·lícula        |
| 29/01/1996     | Grey: Objectiu digital (Grey: Dijitaru tāgetto)                                           | Satoshi Dezaki                                    | 1986 | Pel·lícula        |
| 05/02/1996     | Reial Força Espacial (Ōritsu Uchūgun: Oneamisu no Tsubasa)                                | Hiroyuki Yamaga                                   | 1987 | Pel·lícula        |
| 12/02/1996     | Arió (Arion)                                                                              | Yoshikazu Yasuhiko                                | 1986 | Pel·lícula        |
| 19/02/1996     | La llegenda dels herois a la galàxia (Ginga Eiyuu Densetsu: Waga Yuku wa Hoshi no Taikai) | Noboru Ishiguro                                   | 1989 | OVA               |
| 26/02/1996     | Lensman (SF Shinseiki Lensman)                                                            | Yoshiaki Kawajiri, Kazuyuki Hirokawa              | 1984 | Pel·lícula        |
| 04/03/1996     | Venus Wars (Venus Senki)                                                                  | Yoshikazu Yasuhiko                                | 1989 | Pel·lícula        |
| 11/03/1996     | El professional (Golgo 13) (Golgo 13)                                                     | Osamu Dezaki                                      | 1983 | Pel·lícula        |
| 18/03/1996     | Dominion Tank Police (Dominion)                                                           | Takaaki Ishiyama, Koichi Mashimo                  | 1988 | OVA (4 episodis)  |
| 25/03/1996     | Patlabor (Kidō keisatsu patorebā: Gekijō-ban)                                             | Mamoru Oshii                                      | 1989 | Pel·lícula        |
| 08/04/1996     | El vent d'Amnèsia (Kaze no na wa amunejia)                                                | Kazuo Yamazaki                                    | 1990 | Pel·lícula        |
| 15/04/1996     | Macross II (Chōjikū Yōsai Macross II: Lovers Again)                                       | Kenichi Yatagai                                   | 1992 | OVA (6 episodis)  |
| 22/04/1996     | El món de Rumiko: Viatge pel foc (Rūmikku Wārudo: Faiā Torippā)                           | Motosuke Takahashi, Osamu Uemura                  | 1985 | OVA               |
| 22/04/1996     | El món de Rumiko: La diana riallera (Rūmikku Wārudo: Warau hyōteki)                       | Motosuke Takahashi, Osamu Uemura                  | 1987 | OVA               |
| 06/05/96       | Porco Rosso                                                                               | Hayao Miyazaki                                    | 1992 | Pel·lícula        |
| 20/05/1996     | Moldiver                                                                                  | Hiroyuki Kitazume                                 | 1993 | OVA (6 episodis)  |
| 27/05/1996     | El món de la Rumiko: El bosc de la sirena (Rūmikku Wārudo: Ningyō no Mori)                | Takaya Mizutani                                   | 1991 | OVA (6 episodis)  |
| 10/06/1996     | Aventurer espacial Cobra (Space Adventure Cobra)                                          | Osamu Dezaki                                      | 1982 | Pel·lícula        |
| 24/06/1996     | Lupin III: El castell de Cagliostro (Rupan sansei: Kariosutoro no shiro)                  | Hayao Miyazaki                                    | 1979 | Pel·lícula        |
| 01/07/1996     | Appleseed                                                                                 | Kazuyoshi Katayama                                | 1988 | OVA               |
| 08/07/96       | Ranma 1/2                                                                                 | Koji Sawai, Junji Nishimura                       | 1993 | Pel·lícula        |
| 15/07/1996     | Roujin Z                                                                                  | Hiroyuki Kitakubo                                 | 1991 | OVA               |
| 29/07/1996     | La llegenda dels quatre reis dracs (Sōryūden)                                             | Hisayuki Toriumi, Kyosuke Mikuriya, Norio Kashima | 1991 | OVA (12 episodis) |
| 12/08/96       | Green Legend Ran                                                                          | Satoshi Saga                                      | 1992 |                   |
| 02/09/1996     | Oh! My Goddess (Aa! Megami-sama)                                                          | Hiroaki Gôda                                      | 1993 | OVA (6 episodis)  |

### Segona temporada: dissabte al migdia
| Data d'emissió | Títol | Direcció                                        | Any  | Tipus              |
| -------------- | --- | ----------------------------------------------- | ---- | ------------------ |
| 12/10/1996     | Tenchi Muyo (Tenchi Muyō! Ryōōki)                                                                                 |                                                 |      | OVA (7 episodis)   |
| 19/10/1996     | Kishin Heidan | Takaaki Ishiyama, Kazunori Mizuno               | 1993 | OVA (7 episodis)   |
| 23/11/1996     | Doomed Megalopolis (Teito Monogatari)                                                                             | Masaki Kajishima                                | 1992 | OVA (4 episodis)   |
| 07/12/1996     | El món de la Rumiko: Maris, la noia meravellosa (Rūmikku Wārudo: Za Sūpāgyaru)                                    |                                                 |      | OVA                |
| 21/12/1996     | RG Veda (Seiden: Rigu Vēda)                                                                                       | Hiroyuki Ebata, Takamasa Ikegami                | 1991 | OVA (2 episodis)   |
| 28/12/1996     | La guerra de Lodoss (Rōdosu-tō Senki)                                                                             |                                                 |      | OVA (13 episodis)  |
| 04/01/97       | Record of the Lodoss War                                                                                          | Akinori Nagaoka, Akio Sakai, Katsuhisa Yamada   | 1990 |                    |
| 11/01/1997     | Alita, àngel de combat (GUNNM)                                                                                    | Hiroshi Fukutomi                                | 1993 | OVA (2 episodis)   |
| 25/01/1997     | Dangaioh (Haja Taisei Dangaiō)                                                                                    | Toshihiro Hirano                                | 1987 | OVA (2/3 episodis) |
| 08/02/1997     | 3x3 ulls (Sazan Aizu)                                                                                             | Daisuke Nishio                                  | 1991 | OVA (2/3 episodis) |
| 08/03/1997     | The cockpit |                                                 |      | OVA (3 episodis)   |
| 15/03/1997     | Tokyo Babylon |                                                 |      | OVA (2 episodis)   |
| 22/03/1997     | Projecte A-KO (Purojekkuto Ako, 2: Daitokuji Zaibatsu no Inbou; 3: Shindorera Rapusodei; Kanketsuron; Ako the VS) |                                                 |      | OVA (6 episodis)   |
| 05/04/1997     | El puny de l'estel del nord (Hokuto no Ken)                                                                       | Toyoo Ashida                                    | 1986 | Pel·lícula         |
| 12/04/1997     | Devilman (Debiruman Tanjō Hen)                                                                                    | Umanosuke Iida                                  | 1987 | OVA (3 episodis)   |
| 19/04/1997     | Ultimate Teacher (Kyōfun no Bio-Ningen Saishū Kyōshi)                                                             | Toyoo Ashida                                    | 1988 | OVA                |
| 03/05/1997     | Macross Plus | Shoji Kawamori, Shin'ichirō Watanabe            | 1994 | OVA (1/4 episodis) |
| 10/05/1997     | Jutge de les tenebres (Yami no Shihōkan Judge)                                                                    | Hiroshi Negishi                                 | 1991 | OVA                |
| 17/05/1997     | Quedes detingut! (Taiho Shichauzo)                                                                                | Kazuhiro Furuhashi                              | 1994 | OVA (3 episodis)   |
| 07/06/1997     | Odin (Odin, Kōshi Hansen Starlight)                                                                               | Eiichi Yamamoto, Takeshi Shirado, Toshio Masuda | 1985 | Pel·lícula         |
| 14/06/1997     | Hiroshima (Hadashi no Gen)                                                                                        | Mori Masaki                                     | 1983 | Pel·lícula         |

### Tercera temporada: dimarts i dijous a la nit
| Data d'emissió | Títol                                          | Direcció                                        | Any  | Tipus            |
| -------------- | ---------------------------------------------- | ----------------------------------------------- | ---- | ---------------- |
| 09/10/1997     | Bubblegum Crisis                               | Katsuhito Akiyama, Hiroki Hayashi, Masami Ôbari | 1987 | OVA (8 episodis) |
| 16/10/1997     | Megazone 23                                    | Ichirô Itano                                    | 1985 | OVA (4 episodis) |
| 06/11/1997     | Plastic Little                                 | Kinji Yoshimoto                                 | 1994 | OVA              |
| 20/11/1997     | Riding Bean                                    | Yasuo Hasegawa                                  | 1989 | OVA              |
| 25/12/1997     | Goku Midnight Eye (Midnight Eye Gokū)          | Yoshiaki Kawajiri                               | 1989 | OVA (2 episodis) |
| 28/01/1998     | Miyu, la princesa vampira (Vanpaia Miyu)       |                                                 |      | OVA (4 episodis) |
| 04/03/1998     | Goshu, el violoncel·lista (Sero Hiki no Gōshu) |                                                 |      | Pel·lícula       |
| 27/05/1998     | L'heroica llegenda d'Arislan (Arusurān Senki)  |                                                 |      | OVA (6 episodis) |